# Risti (Tanahu)
Risti (nep. रिस्ती) – gaun wikas samiti w zachodniej części Nepalu w strefie Gandaki w dystrykcie Tanahu. Według nepalskiego spisu powszechnego z 2001 roku liczył on 517 gospodarstw domowych i 2560 mieszkańców (1424 kobiet i 1136 mężczyzn).